# Hystrix crassispinis
Hystrix crassispinis е вид бозайник от семейство Бодливи свинчета (Hystricidae).

## Разпространение
Видът е разпространен в Бруней, Индонезия и Малайзия.